# Korwety rakietowe typu D’Estienne d’Orves
Korwety rakietowe typu D’Estienne d’Orves (A69) – francuskie korwety przeznaczone głównie do zwalczania okrętów podwodnych. We Francji klasyfikowane także jako awiza. W latach 1972–1980 łącznie zbudowano 17 okrętów tego typu. Francuskie okręty tego typu nosiły imiona bohaterów z okresu II wojny światowej.
Dwa okręty tego typu pierwotnie zamówione przez RPA w 1978 zostały przejęte przez Argentynę. W 1981 kraj ten otrzymał trzecią jednostkę tego typu. Wycofywanie okrętów tego typu ze służby w Marine nationale rozpoczęło się w roku 1999. Sześć wycofanych ze służby sprzedano Turcji.
Nazwa typu pochodzi od pierwszego okrętu – „D’Estienne d’Orves”, nazwanego na cześć oficera marynarki Honoré’a d’Estienne d’Orvesa.

## Historia
Prace projektowe nad nowymi korwetami przeznaczonymi do zwalczania okrętów podwodnych rozpoczęły się we Francji pod koniec lat 60. XX wieku. Okręty miały być przeznaczone także do prowadzenia misji rozpoznawczych, dozorowych i szkolnych.
Zamówienie na partię 14 okrętów typu A69 zostało złożone 1 września 1972. Wodowanie pierwszego okrętu serii D’Estienne d’Orves miało miejsce 1 czerwca 1973. Wejście do służby nastąpiło 10 września 1976. W styczniu 1986 do służby we francuskiej marynarce wojennej weszła 14 jednostka tego typu. Dwa okręty tego typu zamówiło RPA jednak ze względu na wprowadzenie międzynarodowego embarga handlowego na to państwo, zamówione okręty przejęła we wrześniu 1978 Argentyna. Państwo to zamówiło kolejną jednostkę tego typu, która została dostarczona 22 czerwca 1981. Podczas wojny o Falklandy-Malwiny jeden okręt tego typu został ostrzelany z broni przeciwpancernej przez brytyjskich żołnierzy.
W grudniu 2000 Turcja zgodziła się zakupić sześć wycofanych ze służby korwet tego typu.